# Bernard Shapiro
Pour les articles homonymes, voir Shapiro.
Bernard J. Shapiro est un enseignant anglo-québécois né le 8 juin 1935 à Montréal.
Il a été recteur de l'Université McGill de 1994 à 2003, et commissaire à l'éthique du Parlement du Canada de 2004 à 2007.

## Distinctions
- 1999 : Officier de l'Ordre du Canada
- 2004 : Grand officier de l'Ordre national du Québec